# Eder Moscoso
Eder Yenner Moscoso Arroyo (San Lorenzo, Esmeraldas, Ecuador; 20 de mayo de 1987) es un futbolista ecuatoriano, juega como defensa y su actual equipo es el Club Deportivo FAS de la Primera División de El Salvador.

## Clubes
| Club                  | País        | Año         | Partidos | Goles |
| --------------------- | ----------- | ----------- | -------- | ----- |
| El Nacional (Juvenil) | Ecuador     | 2006        | -        | -     |
| Venecia               | Ecuador     | 2007        | 23       | 2     |
| Deportivo Quito       | Ecuador     | 2008        | 1        | 0     |
| Universidad Cotopaxi  | Ecuador     | 2009 - 2012 | 94       | 2     |
| Guayaquil City        | Ecuador     | 2013        | 18       | 0     |
| Espoli                | Ecuador     | 2014        | 30       | 0     |
| Cumbayá               | Ecuador     | 2015        | 28       | 1     |
| Técnico Universitario | Ecuador     | 2016 - 2018 | 71       | 2     |
| Orense                | Ecuador     | 2019        | 19       | 0     |
| FAS                   | El Salvador | 2019 -      | 19       | 0     |
| Total:                | Total:      | Total:      | 303      | 7     |

### Palmarés
| Club                  | País    | Año  |
| --------------------- | ------- | ---- |
| Deportivo Quito       | Ecuador | 2008 |
| Técnico Universitario | Ecuador | 2017 |